# Pljačkovica
Pljačkovica es un pueblo ubicado en el territorio de Vranje, en el distrito de Pčinja, Serbia.

## Superficie
Posee una superficie de 12,96 kilómetros cuadrados.

## Demografía
Hasta 1991 la población era de 33 habitantes.